# ニコンテック
株式会社ニコンテック(にこんてっく、英文社名：Nikon Tec　Corporation)は、日本の光学機器メーカーニコンのグループ会社。ニコンが製造する液晶露光装置、半導体露光装置（ステッパー）の保守、メンテナンスを主とする技術サービスを行っている。ニコンが製造する装置の技術サービスはこの会社が全て行っている。

## 半導体製造装置
親会社であるニコンは半導体や液晶ディスプレイの製造に用いる露光装置であるステッパー（縮小投影型露光装置）を1980年（昭和55年）に日本で初めて製品化し、以後日本および世界市場で事業を行っている。2003年（平成15年）度出荷台数において、世界シェア44%（ガートナー調べ）と首位の座を占める。紫外線を用いたi線ステッパーのほか、KrF,ArFエキシマレーザー・ステッパーやEB（電子ビーム）露光装置などの装置に強みがある。

## 沿革
- 1987年（昭和62年）
  - 5月 - 日本光学工業株式会社（現・株式会社ニコン）精機事業部の精機サービス部を分離独立させ、設立
  - 7月 - 日本光学工業株式会社 大井製作所内に本部2部4課）を置く。日本全国に9箇所のサービス拠点を設け営業を開始。(北上、山形、茨城、大阪、山口、西条、熊本、大分、鹿児島)　韓国、台湾にも駐在員を派遣し、サービス活動を展開
- 1996年（平成8年）11月 - 本社を品川区勝島に移転
- 2006年（平成18年）
  - 6月 - 株式会社ニコン　精機カンパニー　エンジニアリングサポート部を新設
  - 12月 - 株式会社ネットワークの全株式を取得
- 2011年（平成23年）4月 - サービス部門の営業を本社へ集約し、第二営業部を新設。•液晶サービス部門を関西テクニカルセンターへ集約